# Bisbat de Brandenburg

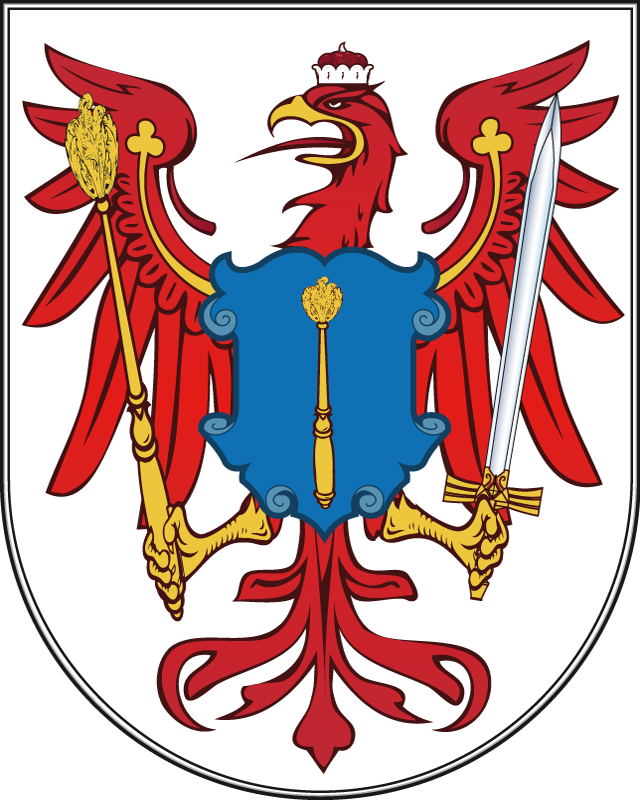
Electorat de Brandenburg

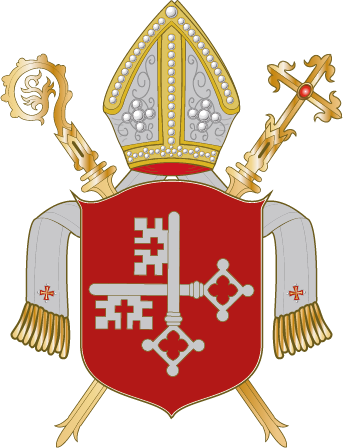
Prínceps-bisbes de Brandenburg

El Bisbat de Brandenburg fou una diòcesi catòlica establerta per Otó I del Sacre Imperi Romanogermànic el 948, incloent-hi el territori entre l'Elba a l'oest, l'Oder a l'est, el Schwarze Elster al sud, i la Uckermark al nord. La seva seu era Brandenburg an der Havel. Una part de la diòcesi fou un estat del Sacre Imperi Romanogermànic sobre el qual el bisbe fou príncep-bisbe amb poder temporal, probablement des de vers 1161/1165, però mai va aconseguir guanyar control sobre un territori significatiu, sent eclipsat pel marcgraviat de Brandenburg, que tenia el seu centre a la mateixa ciutat. El Capítol i catedral, envoltada per altres institucions eclesiàstiques, estaven situats al Dominsel (illa Catedralicia), que formava un territori amb immunitat de domini episcopal en condició de prínceps-bisbes, diferenciat de la ciutat de Brandenburg. Només el 1929 l'antic districte episcopal es va incorporar a la ciutat mateixa.

## Història

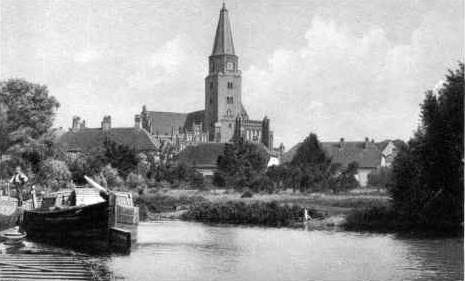
Catedral dels Sants Pere i Pau, a Brandenburg an der Havel,.

La diòcesi fou originalment sufragània de Magúncia, però el 968 quedava sota la jurisdicció arquebisbal de Magdeburg. La revolta dels luticis el 983 pràcticament va aniquilar la diòcesi; els bisbes es continuaren nomenant, però eren merament titulars, fins que l'ensulsiada del wends en el segle xii i l'Ostsiedlung (assentament alemany a l'est) a l'antiga regió de la diòcesi, va reactivar el bisbat.
El bisbe Wigers de Brandemburg (1138-60) fou el primer d'una sèrie de bisbes de l'ordre dels premonstratencs, que fou escollit pels habitants de la seu fins al 1447; en aquell any una butlla del papa Nicolau V donava el dret de nominació del bisbe al marcgravi i Elector de Brandenburg, amb qui els bisbes estaven lligats en una estreta relació feudal.

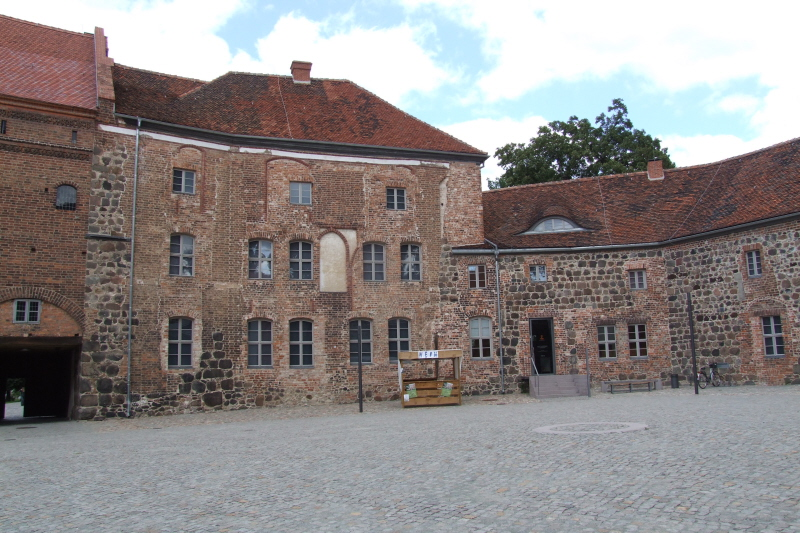
El castell de Ziesar (Burg Ziesar), avui dia un museu que mostre la història del principat-bisbat de Brandenburg.

Com governants d'immediatesa imperial, regnant en un territori, tanmateix, dispersat i repartit en quatre batllies (alemany: Ämter), les de Brandenburg/Havel, Ketzin, Teltow i Ziesar, els prínceps-bisbes van residir a la seva fortalesa a Ziesar. L'últim bisbe amb poder temporal fou Matthias Von Jagow (mort el 1544), que va prendre partit per la Reforma, es va casar, i de totes les maneres va promoure els drets de l'Elector Joaquim II.
Hi va haver dos bisbes més merament nominals, però a petició de l'últim d'aquests, el príncep elector Joan Jordi de Brandenburg, es va procedir a la secularització del bisbat, malgrat procediments legals per reafirmar la immediatesa imperial del bisbat dins del Sacre Imperi Romanogermànic a fi de conservar de la mateixa manera la diòcesi catòlica, que a continuar fins al segle xvii.

## Bisbes de Brandenburg
- 949–968: Dietmar
- 968–980: Dodilo
- 980–1004: Volkmar I
- 992–1018: Wigo
- 1022–1032: Luizo
- 1032-1048: Rudolf
- 1048–1051: Dankwart
- 1068–1080: Dietrich I
- 1080–1092: Volkmar II
- 1100–1122: Hartbert
- 1124–1137: Ludolf
- 1137–1138: Landbert
- 1138–1160: Wiggar
- 1160–1173: Wilman
- 1173–1179: Sigfrid I
- 1179–1190: Baldran
- 1190–1192: Alexius
- 1192–1205: Norbert
- 1205–1216: Baldwin
- 1216–1220: Sigfrid II
- 1221–1222: Ludolf von Schanebeck (pretendent no entronitzat)
- 1221–1222: Wichmann von Arnstein (pretendent no entronitzat)
- 1222–1241: Gernot
- 1241–1251: Rutger von Ammendorf
- 1251–1261: Otto von Mehringen
- 1261–1278: Heinrich I von Osthenen (o Ostheeren)
- 1278–1287: Gebhard
- 1287–1290: Heidenreich
- 1290–1291: Richard, va rebutjar el nomenament
- 1291–1296: Dietrich, no entronitzat
- 1296–1302: Vollrad von Krempa
- 1303–1316: Friedrich von Plötzkau
- 1316–1324: Johann I von Tuchen
- 1324–1327: Heinrich II de Barby, no entronitzat
- 1327–1347: Ludwig Schenk von Reindorf (o Neuendorf)
- 1347–1365: Dietrich II Kothe
- 1366–1393: Dietrich III von der Schulenburg
- 1393–1406: Heinrich III von Bodendiek (o Bodendieck)
- 1406–1414: Henning von Bredow
- 1414: Friedrich von Grafeneck, Príncep-bisbe d'Augsburg
- 1415–1420: Johann von Waldow, Bisbe de Lebus
- 1420: Friedrich von Grafeneck, segona vegada
- 1421–1459: Stephan Bodecker
- 1459–1472: Dietrich IV von Stechow
- 1472–1485: Arnold von Burgsdorff
- 1485–1507: Joachim I von Bredow
- 1507–1520: Hieronymus Schulz (o Scultetus), després Bisbe de Havelberg
- 1520–1526: Dietrich V von Hardenberg, Luterà
- 1526–1544: Matthias von Jagow, Luterà
- 1544–1546: seu vacant
- 1546–1560: Joaquim II de Münsterberg-Oels
- 1560-1569/71: Joan Jordi de Brandenburg, Regent (Verweser)
- 1569/71: Joaquim Frederic de Brandenburg